# Arpetans

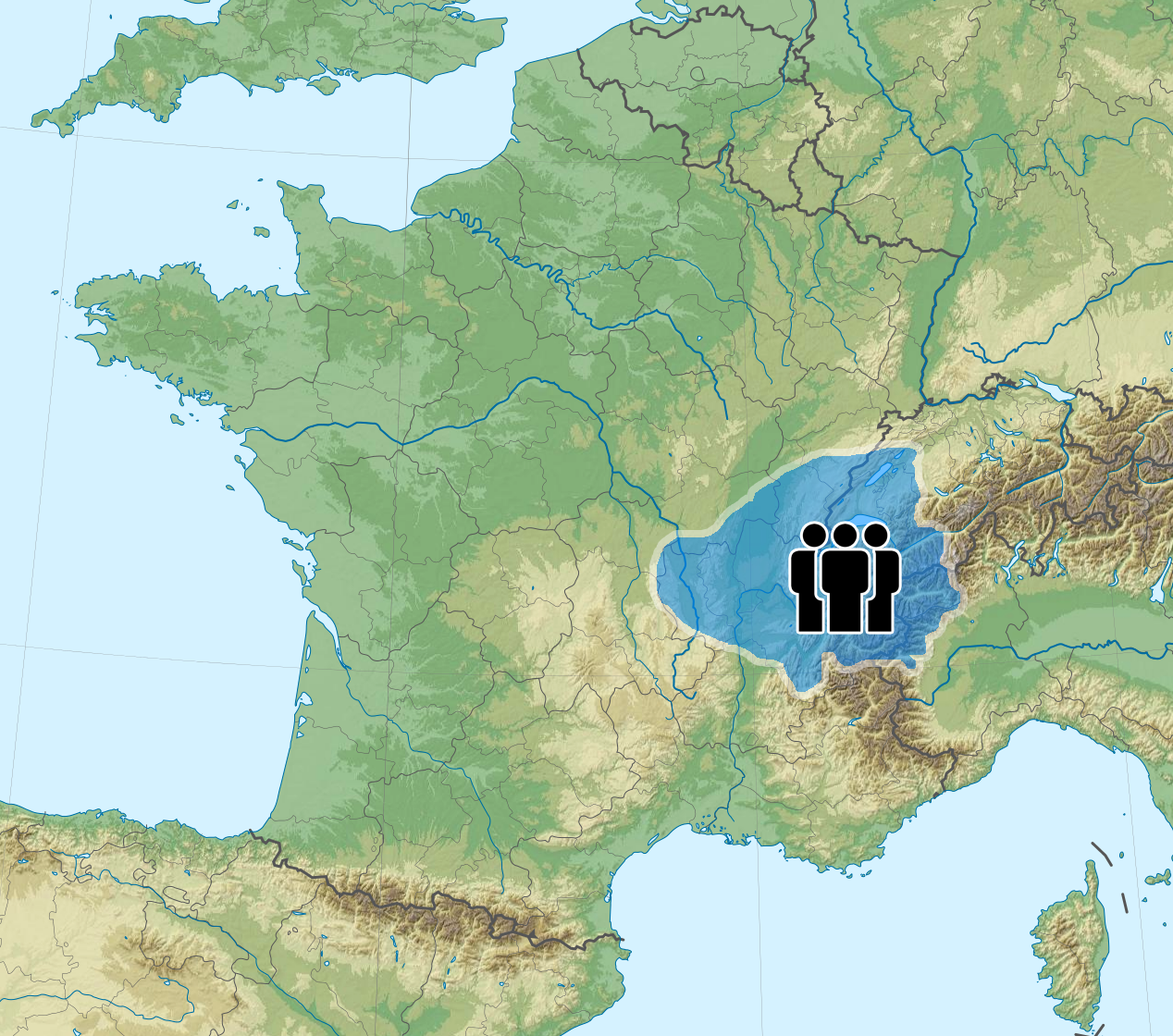
País arpità

Els Arpitans o Arpetans son un poble i una comunitat etnolingüística de l'Europa Occidental que comprén territoris de França (Regions d'Alvèrnia-Roine-Alps i Borgonya-Franc Comtat), Suïssa (Romandia) i Italia (Vall d'Aosta, Piemont i Poulye). El seu nom prové del topònim "Alps" en llengua arpitana (Ârpes).
La llengua arpetana (francoprovençal) és parlada actualment per una minoria d'unes 140.000 persones respecte al total de 7.000 000 habitants del conjunt del País arpetà.
L'Arpetania ha sigut ocupada de forma permanent des del Neolític. Posteriorment se'ls anomenà en llatí les « GENTES ALPINAE » (gent dels Alps), com s'indica al Trofeu dels Alps a La Turbia, aixecat a la glòria de l'emperador August, conqueridor dels Alps.

## Cultura
Tot i que fragmentada en diversos territoris, es pot parlar d'una identitat cultural i lingüística:

### Llengua

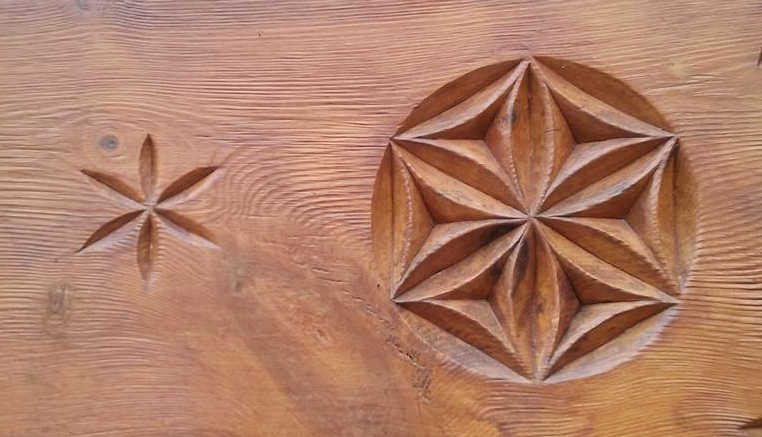
Grabat típic arpità

Des del temps de feudalisme, la divisió històrica en països diferents ha afavorit la presència de centenars de variants dialectals de l'arpetan, com ar el dârfenouès, el fayetâr, el comtês, el vôdouès, el liyonês, el savoyârd, el vâldoten i els dialectes piemontesos. Aquests dialectes no s'han categoritzat segons un criteri lingüístic segons les isoglosses sinó segons només un criteri geogràfic.

### Cuina

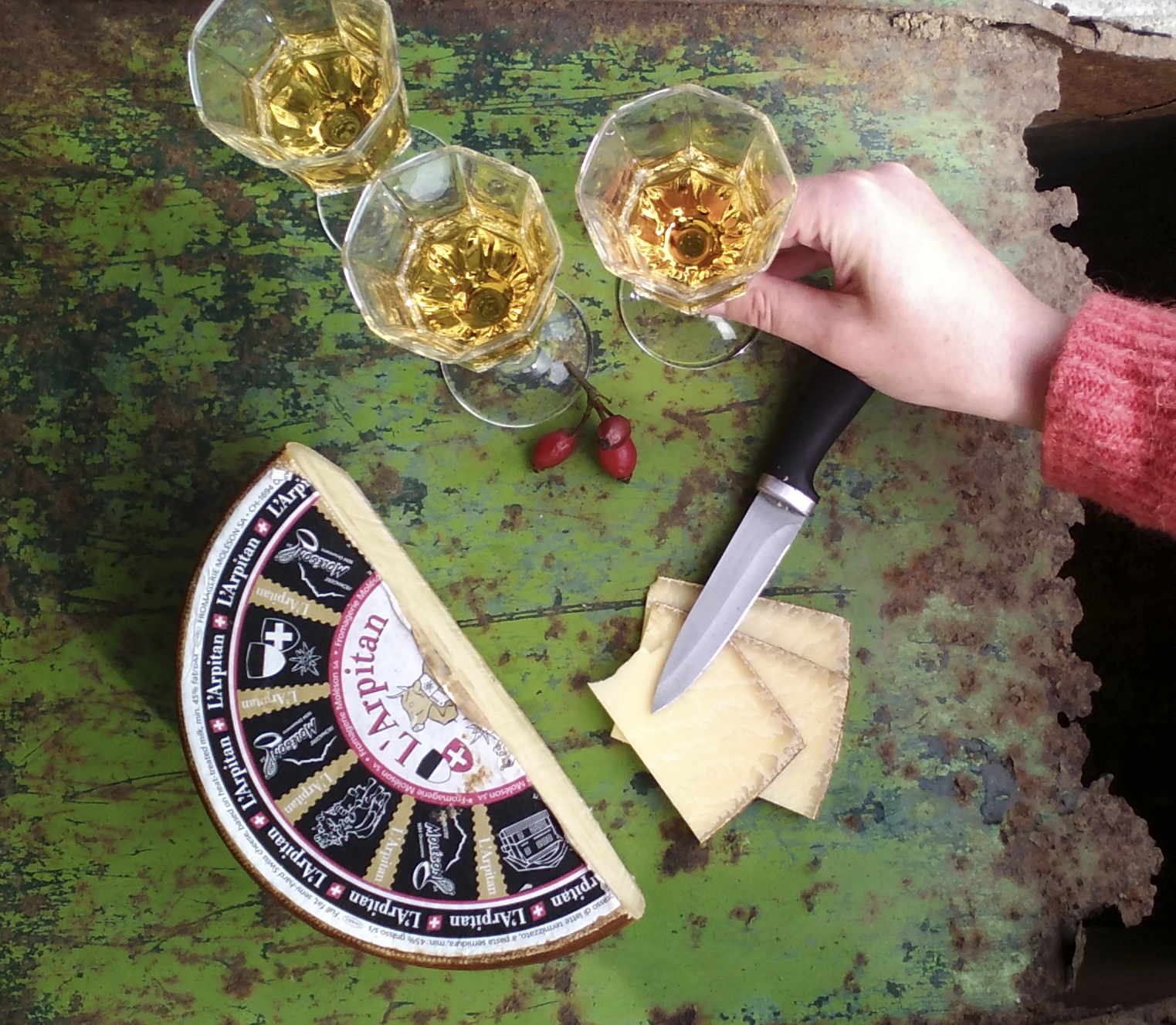
L’Arpetan, un fromâjo suisso.

Es poden esmentar alguns plats típics arpetans: Bugnèta, Farcement, Fondua, Gratin, Cèrvèla de canut, Pélâ, Tartefllèta, Polenta, Quenèla, Crosèt, Râcllèta, Rosèta...
Altrament, hi ha una tradició formatgera a partir de la llet de races bovines montanyeses. Es pode esmenar formatges com l'Abondance, la Montbèliârda, la Sèbetâl et / ou la Tarina fant vêr : lAbondance, lArpetan, lo Bôfôrt, lo Bagnes, la Fôrma de Montbréson, la Gruviére, lo Reblochon, ...
Amb la llet de la raça vâldotêna (la negra i la roja) fan la Fontina i el Vâl d'Aoûta Fromâjo.

## Arpetans il·lustres

### Escriptors i pintors
Com a escriptors es pot destacar: Margarèta d'Yueng, Josèt Biârd, Mèlie Gèx, Flloran Corradin, Justo Sonjon, Josèt Fontèna, Nicolâs Martin, Marco Gal, Èmê Mârco d'Èclle, André Laguiér, Aloys Theytaz, Victor Cherbuliez, Jean-Noël Cuénod, Michaël Perruchoud, Charles-Ferdinand Ramuz et Emmanuel Excoffier.
Entre els pintors es pot esmentar: Pascale Favre, Constant Rey-Millet, Bernard Anthonioz, Jacques Pugin, Désiré Charnay, Jacques-Antoine Arlaud, Jean Degottex, Pierre Pasquier, etc.

### Esportistes
Es poden destacar alguns esportistes arpetans: Roberta Brunet (corredora de fons), Pascal Dupraz, Sébastien Frey (futbolista), Sergio Pellissier (futbolista), Alexis Vuillermoz (ciclista), René-Laurent Vuillermoz (biatleta), Jean-Joseph Maquignaz (alpinista), Antonio Castagneri, Julien Taramarcaz (ciclista), Alexandre Quennoz (futbolista), René Rey (esquiador), Sébastien Fournier (futbolista), Joël Gaspoz (esquiador), Brigitte Nansoz (esquiadora), Mickaël Buffaz (ciclista), Henri Copponex (regatista), Timothé Cognat, Nicolas Bonnal (futbolista), Catherine Chabaud (regatista a vela), Jean-Marc Dupraz (jugador de bàsquet), Pernelle Carron (patinadora sobre gel), Hubert Velud (futbolista), etc.

### Músics
Es pot distingir per exemple: Dantès, Vincent Gillioz, Hèctor Bèrlyo, Pascal Favre, Michel Corboz, Erik Truffaz, i que canten en llengua arpetana : Louis de Jyaryot, Maura Susanna, Magui Béltemps, Philippe Milleret, Christian Sarteur, Yvette Buillet, Joël Nendaz, Paul Mac Bonvin, Daniele Bionaz, Reno Bistan, Nicolas Gey, Billy Fumey, Sylvie Bourban, Laurence Revey, Lady Barbara Jean-Marc Jacquier, etc.

### Prohoms
Es poden destacar: Jian-Bâptita Cèrlogne, Rêmon Vôterin, Amâ Chenâl, Alexis Bél-temps, Cristiana Dunoyér, Georges Amoudruz, «pare de la espeleologia suissa», Gisèle Pannatier dialèctologa, Raphaël Maître lingüista, Michel Fernex (metge), Nicolas Chervin (metge), Gustave Revilliod (arqueòleg), Bernard Crettaz (etnòleg), etc.

### Religiosos
Margarèta d'Yueng, Jacob Vernet, Charles Morerod, Jean Quartenoud, Gabriel Matagrin o la Pauline Chaponnière-Chaix.

### Polítics
Désiré Dalloz, Ôgusto Rôlandin, Laurent Viérin, Jean-Baptiste de Tillier, Céline Amaudruz, Isaac Vernet, François-Xavier Bondallaz, Armand Magnin, Maxime Quartenoud, Henri Lillaz, Joannès Dupraz, Frédéric Dugoujon, Joanny Berlioz, Josèf Harrièt, etc.

### Filòsofs
Es pot esmentar a l'Antoine-Jacques Roustan.

### Militars
Ennemond Bonnard, Pierre Emmanuel Jacques de Rivaz, etc.

### Altres personalitats
- Joseph-Samuel Farinet, Patrick Favre, Joseph Opinel, César Dufournel (marxant), René-Louis Berclaz (historiador), Bernard Corboz (jujo), Louis Mouchet (realitzador), Claude Vermorel (realitzador), Émile Béthenod (empresari), Joseph et Jacky Clérico (patrons del Molin Rojo).